# Église de Tuulos
L'église de Tuulos (en finnois : Tuuloksen kirkko) est une église luthérienne située dans le quartier de Tuulos à Hämeenlinna en Finlande,.